# OTP Bank
OTP est une banque hongroise, ayant son siège à Budapest. Elle est le premier établissement bancaire hongrois, avec une très forte présence en Europe centrale et orientale. Elle est la 2e valeur du BUX, pesant 29,6 %  de l'indice de référence de la Bourse de Budapest, après le pétrogazier MOL.
OTP pour Országos Takarékpénztár (Caisse nationale d'épargne), qui indique l'origine d'État de la banque.

## Historique
En avril 2014, OTP est en voie d'acquérir la banque hongroise MKB détenue par BayernLB. 
En août 2018, OTP annonce l'acquisition de la filiale bulgare de la Société générale, Expressbank, qui avait une part de marché de 6,7 % en Bulgarie alors que la filiale d'OTP avait une part de marché d'environ 12 %. En parallèle, OTP prend une participation majoritaire dans les activités albanaises de la Société générale, Banka Societe Generale Albania, qui avait une part de marché de 6 %.
En mai 2019, OTP acquiert la filiale monténégrine de la Société générale, la Podgorička banka,.
En décembre 2021, Alpha Bank annonce la vente de ses activités en Albanie pour 55 millions d'euros à OTP Bank, qui avec cette acquisition atteint une part de marché de 11 % en Albanie.